# Bill Sienkiewicz

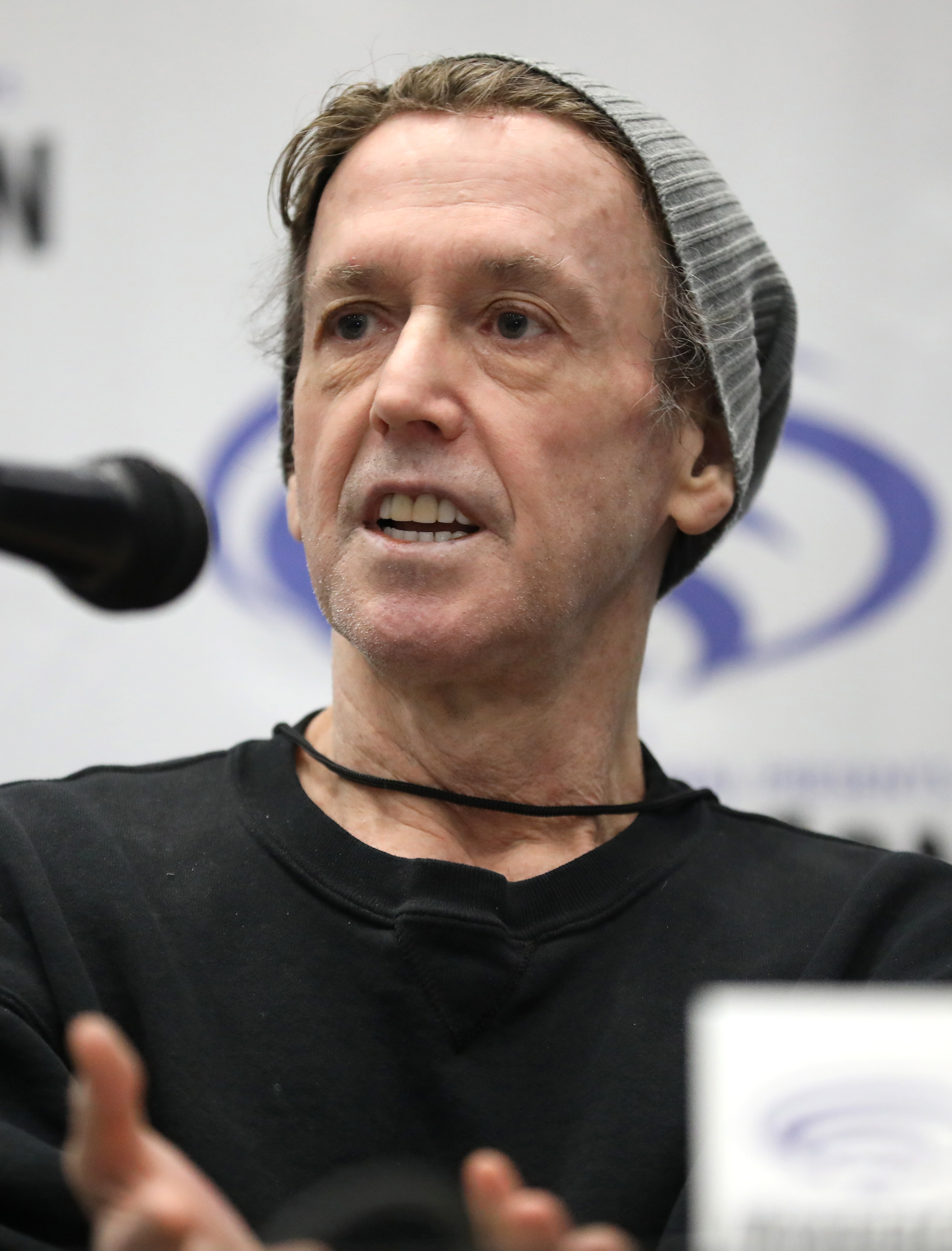
Bill Sienkiewicz (2024)

Bill Sienkiewicz, eigentlich Boleslav (William) Felix Robert Sienkiewicz [ɕɛn'kʲevʲiʧ] (* 3. Mai 1958 in Blakely, Pennsylvania) ist ein US-amerikanischer Comiczeichner und -maler und Illustrator.

## Leben und Arbeit
Sienkiewicz, der aus einer polnischstämmigen Familie stammt, wuchs zunächst in Blakey, Pennsylvania und später in Hainesville, New Jersey auf, wo er auch die Schule besuchte. Es folgte das Studium an der Newark School of Fine and Industrial Arts in Newark in New Jersey.
Nach dem Studium begann Sienkiewicz, zu dessen künstlerischen Vorbildern Curt Swan und Jack Kirby gehören, in den frühen 1980er Jahren als hauptberuflicher Comiczeichner zu arbeiten. Seine ersten Engagements nahm er dabei als Illustrator für den Verlag Marvel Comics wahr, für den er zunächst Serien wie Moon Knight (1981–1983) und Chris Claremonts New Mutants (1983) sowie eine Comicadaption des Films Dune illustrierte. Nachdem Sienkiewicz 1986 für das Magazin Epic Illustrated erstmals als Autor einer von ihm gemalten Story – namentlich der Geschichte Slow Dancer – tätig geworden war, folgte noch im selben Jahr die achtteilige, von Frank Miller verfasste Miniserie Elektra: Assassin, die ein großer kommerzieller und künstlerischer Erfolg wurde. Danach wurde er für Marvel als Zeichner an Comics über solche Figuren wie Captain America, Wolverine, Spider-Man und die X-Men eingesetzt.
Für Marvels Konkurrenten DC-Comics zeichnete Sienkiewicz vor allem Miniserien wie Nightwing/Huntress (#1–4; 1998), Batman: GCPD (#1–4; 1996) und Superman: Day of Doom (#1–4; 2002), One-Shots wie DC 1st: Batgirl/The Joker und graphische Romane wie Dark Knight Dynasty und The Last Will and Testament of Hal Jordan sowie gelegentliche Arbeiten als Gastzeichner für Serien wie Aquaman, Batman (#533, 534), Detective Comics (#709), Green Arrow (#109) und Superman (#173) und Pin-Up-Beiträge für diverse Secret Files und Galleries.
Gemeinsam mit Alan Moore legte Sienkiewicz den graphischen Roman Brought to Light vor und in Eigenregie produzierte er die Miniserie Stray Toasters. Darüber hinaus gestaltete er zahllose Cover für Titel wie Lone Wolf & Cub, Rom, Dazzler, The Mighty Thor, Return of the Jedi und The Transformers.
Als Illustrator gestaltete Sienkiewicz unter anderem Voodoo Child eine Biografie des Gitarristen Jimi Hendrix (1995), sowie die Alben Charity of Night von Bruce Cockburn (1996), Bobby Digital In Stereo von RZA (1998) und Business As Usual von EPMD (1990). Hinzu kamen Engagements für Zeitschriften wie Entertainment Weekly und Spin Magazine und die Illustration von Herman Melvilles Romanklassiker Moby Dick für die Reihe Classics Illustrated.
1998 erweiterte Sienkiewicz sein Tätigkeitsspektrum, indem er mit dem Bilderbuch Santa: My Life & Times (An Illustrated Autobiography) erstmals als Kinderbuchautor auftrat. Zu den Auszeichnungen, die er für seine Arbeit erhalten hat, zählen unter anderem Eagle Award (1981, 1982, 1983, 1987), Kirby Award (1987), Inkpot Award (1981) und der Eisner Award (2004).